# Salon de l'automobile de Pékin
Le salon de l'automobile de Pékin (ou Auto China ou Beijing International Automotive Exhibition) est un salon automobile international bisannuel se déroulant au mois d'avril des années paires à Pékin depuis 1990. Il se tient en alternance avec le salon automobile de Shanghai, qui a lieu les années impaires, en avril également.
Ce salon tend à devenir de plus en plus important du fait que la Chine est le premier marché automobile mondial.

## Importance
Le marché automobile chinois est le premier au monde depuis 2009 en dépassant le marché américain. En 2016, 28,03 millions de véhicules y ont été vendus. Pour les constructeurs automobiles étrangers et nationaux, le salon de Pékin est donc l'occasion de présenter leurs nouveautés destinées à la Chine.

## Éditions

### 2012
Concept cars
- BYD Qin Concept

### 2014
Nouveautés
- DS 6WR

Concept cars
- Mercedes Vision G-Code concept[5]
- Nissan Lannia concept

### 2018

#### Nouveautés
- Acura CDX Hybrid
- Audi Q5L
- Baojun 360
- Bentley Mulsanne EWB
- BMW M2 Compétition
- BMW X3 III - production locale
- Brilliance V7
- Buick Velite 6
- BYD Qin Pro
- BYD Song Max PHEV
- BYD Tang II
- Chang'an Eado XT II
- Chang'an Eado II EV
- Chang'an CS75 PHEV
- Chery Arrizo GX
- Chery Tiggo 8
- Dongfeng Fengguang 580 PHEV
- Dongfeng Fengguang ix5
- Dongfeng Fengxing M6
- Dongfeng Fengxing M7
- Dongfeng Forthing T5
- Dongfeng Succe EV
- Citroën C4 Aircross[6]
- FAW Junpal CX65
- FAW Senya R9
- Ford Focus IV - production locale
- Ford Mondeo IV PHEV
- Huansu S3X
- Huansu S7L
- Jaguar E-Pace - production locale
- Jeep Grand Commander PHEV
- Jetour X70/X70S
- Jetour X70 Coupe
- Jetour X90
- GAC-Toyota ix4
- Geely Borui GE
- Haima Family F5
- Haima Family E7
- Haima E5
- Haval F5
- Honda Accord X - production locale
- Honda Accord X Hybrid - production locale
- Hyundai Celesta RV
- Hyundai Lafesta
- Hyundai Sonata VII PHEV - production locale
- Infiniti QX50 II - production locale
- JAC T8
- Kia Stonic - production locale
- Kia Sportage - production locale
- Leopaard CS10 Mattu
- Lexus ES VII
- Lifan 650 EV
- Lifan X70
- Lynk & Co 02
- Lynk & Co 01 PHEV
- Mazda CX-8 - production locale
- MG 6 II PHEV
- Mercedes Classe A L Sport Sedan
- Mitsubishi Eclipse Cross - production locale
- Nissan Sylphy EV[7]
- Nissan Terra
- ORA iQ5
- Oushang COS 1°
- Pininfarina H500
- RG Nathalie
- Škoda Kamiq[8]
- Toyota Corolla PHEV
- Toyota Levin PHEV
- Toyota C-HR - production locale
- Toyota Izoa
- Traum Meet 3
- Volkswagen Lavida Plus[9]
- Volkswagen CC II - production locale
- Volkswagen T-Roc - production locale
- Volkswagen Touareg III[9]
- Volvo XC40 T5 Plug-in Hybrid
- Weiwang 407 EV
- WEY VV6
- Yudo π7
- Zotye T300 EV
- Zotye T800

#### Restylages
- Baojun 310W phase 2
- Beijing BJ40L phase 2
- BMW Série 2 Active Tourer phase 2 - production locale
- Chang'an CS75 phase 2
- Ford Escort phase 2 - production locale
- Haima Family F7 phase 2
- Haima S5 phase 2
- JAC Refine M4 phase 2
- JAC Refine M5 phase 2
- Kia K5 II  phase 2 - production locale
- Mercedes-Benz Classe C W/V205 phase 2 - production locale
- Porsche Macan phase 2

#### Concept cars
- Acura RDX Prototype
- Beijing EX3 Concept
- Besturn T-Concept
- BMW i Vision Dynamics Concept[10]
- BMW iX3 Concept
- Buick Enspire Concept[11]
- Chevrolet FNR-X Concept
- Dongfeng Fengshen e.π Concept
- DS X E-Tense
- Everus EV Concept
- Exceed LX Concept
- GAC Enverge Concept
- GAC E-More Concept
- Geely Concept Icon[12]
- Haima MPV Concept
- Haima SG00 Concept
- Hanteng EV Concept
- Honda Inspire Concept
- Hongqi E Concept
- Hongqi E-HS3 Concept
- Infiniti Q Inspiration
- Jetour X Concept
- Leopaard CS3 BEV Concept
- Luxgen AI Concept
- Maxus Tarantula Concept
- Mercedes-Maybach Ultimate Luxury[13]
- MG X-Motion Concept
- Mitsubishi e-EVOLUTION Concept
- ORA R1 Concept
- ORA R2 Concept
- Pininfarina K350
- Qiantu Concept 1
- Qoros Mile 1 Concept
- Senova OffSpace SUIT Concept
- Škoda Vision X Concept
- Trumpchi GM6 Concept
- Venucia X Concept[14]
- Volkswagen I.D. Vizzion concept[9]
- Weltmeister EX6 Concept
- WEY RS7 Concept
- WEY-X Concept
- Xing Miss R Prototype[15]
- Zotye i-Across Concept

### 2020
Initialement prévue du 21 au 30 avril 2020, cette édition du salon est officiellement reportée du 26 septembre au 5 octobre 2020 en raison de la pandémie de Covid-19 qui sévit dans le monde.

#### Nouveautés
- Audi Q5L Sportback - première mondiale
- Audi e-tron Quattro - production locale
- Beijing BJ30
- Bestune B70
- BMW M3 VI - première mondiale
- BMW M4 II - première mondiale
- Everus VE-1 Sport
- GAC Trumpchi GA6 II Sport
- GAC Trumpchi M8
- GAC Trumpchi GS3 Power
- Hyundai Elantra VII - production locale
- Geely Xingrui
- Haval Chulian
- Hongqi H9+
- Hongqi HS7+
- Hongqi E-HS9
- JAC Shuailing T9
- Jetour X70 Plus
- Land Rover Discovery Sport P300e - production locale[18]
- Maxus Euniq 7
- Mercedes-Benz GLB 35 AMG - production locale
- Mercedes-Benz Classe S VII - première mondiale
- MG 5 II
- MG Linghang
- Roewe iMax 8
- Roewe RX5 ePlus
- SOL X8
- Volkswagen Golf VIII - production locale
- Volkswagen Tiguan X - production locale

#### Restylages
- BMW Série 5 VII - production locale
- Mercedes-Benz Classe E V - production locale
- Volkswagen Phideon

#### Concept cars
- Audi Q4 e-tron Concept[19]
- Beijing Radiance Concept
- Buick Electra Concept[20]
- Chang'an Vision-V Concept
- GAC Trumpchi Empulse Concept
- Great Wall Futurist Concept
- Haval Concept H[21]
- Honda e:Concept[22]
- Human Horizon HiPhi X Concept[23]
- Infiniti QX60 Monograph[24]
- Lynk & Co Zero Concept[25]
- Italdesign Voyah i-Land
- Neta Eureka 03 Concept
- ORA Black Cat Speedster Concept
- Qoros Milestone Concept[26]
- Polestar Precept[27]
- Voyah i-Free Concept

### 2022
L'édition 2022 est programmée du 21 au 30 avril 2022 puis officiellement repoussée le 2 avril 2022 en raison de la situation sanitaire locale liée au COVID-19.

### 2024
L'édition 2024 est programmée du 25 avril au 4 mai 2024.

#### Nouveautés
- Aion V II[29]
- Audi Q6L e-tron - production locale
- Beijing BJ30 II
- Buick GL8 PHEV - production locale
- BYD Seal 06 DM-i
- BYD Qin L
- Chevrolet Equinox Plus[30] - production locale
- Chevrolet Equinox EV - production locale
- Forthing S7[31]
- Honda e:NP2[32]
- Honda e:NS2
- Hongqi EHS7
- Hongqi Guoya
- Hongqi HQ9 PHEV[33]
- Kia Sonet[34] - production locale
- Lingxi L
- Mazda EZ-6[35] - première mondiale
- Mini Aceman - première mondiale
- Neta L
- Nevo E07
- Stelato S9
- Toyota bZ3C[36]
- Toyota bZ3X
- Volkswagen Magotan IV - première mondiale
- Volkswagen Tiguan L Pro[37] - production locale
- Xiaomi SU7
- Zeekr Mix

#### Restylages
- Beijing BJ60
- Denza N7
- Haval H6
- Hongqi H9[38]
- Hyundai Tucson L
- Jetour Dashing

#### Concept cars
- Buick Electra L Concept[39]
- Buick Electra LT Concept[39]
- BYD Ocean-M Concept[40]
- Geely Galaxy Starship Concept
- Honda Ye P7[41]
- Honda Ye S7[41]
- Hongqi E702 Concept[42]
- Hongqi New Energy E009 Concept[42]
- Hongqi New Energy E007 Concept[42]
- Mazda Arata Concept[43]
- Nissan Epoch[44]
- Nissan Epic
- Nissan Era
- Nissan Evo
- Smart Concept #5[45]
- Volkswagen ID. Code[46]